# Yann Delplanque
 (avril 2025).
Motif : Article basé sur des interviews. Hors critère NPER
- Archive Wikiwix
- Bing
- Cairn
- DuckDuckGo
- E. Universalis
- Gallica
- Google
- G. Books
- G. News
- G. Scholar
- Persée
- Qwant
- (zh) Baidu
- (ru) Yandex
- (wd) trouver des œuvres sur Wikidata

| 1. | Préciser le motif de la pose du bandeau. | Précisez le motif de la pose du bandeau en utilisant la syntaxe suivante : {{admissibilité à vérifier\|date=mai 2025\|motif=remplacez ce texte par le motif}}                        |
| 2. | Informer les utilisateurs concernés.     | Pensez à avertir le créateur de l'article, par exemple, en insérant le code ci-dessous sur sa page de discussion : {{subst:avertissement admissibilité à vérifier\|Yann Delplanque}} |

Yann Delplanque, né le 8 avril 1994 à Saint-Quentin, est un créateur de contenu et entrepreneur français.
Fondateur et animateur de Dans La Boîte à Gants, l’émission qui donne de la voix aux célébrités autour de leur passion pour l’automobile et la moto. Plus de 200 épisodes après le lancement le 19 novembre 2020, Dans La Boîte à Gants le podcast automobile numéro 1 en France,.
Il intervient aussi en entreprise et en écoles de commerces sur les thématiques du business des médias, de l’entrepreneuriat et de son parcours pour faire de sa passion une entreprise rentable.

## Biographie

### Enfance
Yann Delplanque a grandi dans l’arrière-pays grassois, dans les Alpes-Maritimes, avant de suivre sa mère à 10 ans à Rennes, en Bretagne, où il restera jusqu'à la fin de ses études supérieures. Durant son enfance, il se passionne pour le monde de l'automobile,.

### Formation
Il commence sa carrière en tant que juriste après avoir obtenu un Master 1 en Droit des Affaires à la Faculté de Droit de Rennes 1. De 2018 à 2020, Yann Delplanque suit un Master en Entrepreneuriat à l’IAE de Lyon. Il y crée sa première entreprise, Les Dénicheurs, organisant des soirées mêlant performance graphique et musique live à Lyon.
Cette double casquette d’ancien juriste et d’entrepreneur lui fait rejoindre le cabinet d’avocats d’affaires français, FIDAL au sein du quel il travaillera pendant 1 an,.
C'est pendant le confinement de la COVID-19 en 2020, qu'il décide de quitter son travail pour créer l'émission Dans La Boîte à Gants (DBG) un podcast consacré aux récits et parcours de personnalités du monde automobile et de la moto.

## Carrière

### Dans la Boîte à Gants
Dans la Boîte à Gants est une émission disponible sur YouTube et sur les plateformes de podcast qui reçoit des personnalités de l'automobile et de la moto : passionnés, acteurs de l'industrie, champions, artistes... Le podcast est reconnu pour la qualité de ses entretiens et la diversité de ses invités, allant des pilotes professionnels aux passionnés de l'automobile et de la moto.
Depuis le lancement de DBG, le 19 novembre 2020, Yann Delplanque a reçu de nombreux invités notables tels que Frédéric Vasseur (Ferrari Scuderia F1), Dominique Chapatte, présentateur de l'émission Turbo sur M6, Julien Fébreau, commentateur F1 de Canal+, ou encore Dominique Heintz, mentor de Sébastien Loeb,.

#### Invités
Au fil des épisodes, il a accueilli des figures emblématiques qui ont partagé des récits marquants et inédits :
- Frédéric Vasseur (Ferrari Scuderia F1)
- Jackie Stewart (3 fois champion du monde F1)
- Giacomo Agostini (15 fois champion du monde moto GP)
- Richard Mille (fondateur de la marque éponyme, collectionneur et passionné d'automobile)
- Ari Vatanen (champion du monde des rallyes + 4 fois vainqueur du Dakar)
- Cyril Abiteboul (Renault F1 Team)
- Jacky Ickx (6 victoires aux 24h du Mans),
- John McGuinness ( 23 victoires au Tourist Trophy)

### Conférences
En parallèle, Yann Delplanque intervient en tant que conférencier, partageant son expérience dans la création de contenu, le podcast et l'entrepreneuriat. Il intervient sur les thématiques du business des médias, de l’entrepreneuriat et partage son parcours pour faire de sa passion une entreprise rentable.